# San-Pédro (departamento)
San-Pédro es un departamento de la región de San-Pédro, Costa de Marfil. En mayo de 2014 tenía una población censada de 631 156 habitantes.
Se encuentra ubicado al suroeste del país, junto al golfo de Guinea y la frontera con Liberia.